# República Socialista Soviètica Autònoma del Tadjikistan
República Socialista Soviètica Autònoma del Tadjikistan (en rus: Таджи́кская Автоно́мная Социалисти́ческая Сове́тская Респу́блика, transcrit Tadjíkskaia Avtonómnaia Sotsialistitxéskaya Sovétskaia Respúblika, tadjik Çumhūrijati Sūsiolistiji Şūraviji Muxtori Toçikston), fou una entitat nacional federada creada pels soviètics el 14 d'octubre de 1924 per la divisió segons criteris «nacionals» (ètnics) de l'Àsia central soviètica. Incloïa una part de la República Socialista Soviètica de Bukharà, una part del Pamir, i dotze districtes (volost) de la República Socialista Soviètica Autònoma del Turquestan. La república va dependre de la República Socialista Soviètica de l'Uzbekistan. L'octubre de 1929 la ciutat de Khuldja (rebatejada Leninabad) i tota la seva província fou separada de l'Uzbekistan i agregada a l'RSSA del Tadjikistan. A partir del 1927 fou inclosa en els plans de desenvolupament intensiu, amb eliminació de l'analfabetisme, adopció de l'alfabet llatí (més tard ciríl·lic), igualtat de les dones i el seu desenvolupament personal integral, repoblacions, promoció de la llibertat religiosa incloent l'ateisme, etc. Aquestes polítiques van trobar resistències en els cercles religiosos i es va percebre una emigració cap a l'Afganistan. Els basmatxis van estar presents durant tot el període de la república autònoma. El de 5 de desembre de 1929 l'RSSA fou separada de l'Uzbekistan i elevada a República Socialista Soviètica del Tadjikistan com a subjecte federal directe de la Unió Soviètica.

## Secretaris executius del Comitè provincial Tadjik del Partit Comunista de la Unió Soviètica
- 1924 - 1925 Txinor Imomov (n. 1898 - + 1939)
- 1925 - 1927 Borís Vassílievitx Tolpigo (n. 1893 - + 1938)
- 1927 - 1928 Mumin Suleymanovitx Khodjaiev (n. 1897 - + 19...?)
- 1928 - 1929 Ali Heydar Ibaix Xervoni (n. 1938)
- 1929 - Nov 1929 Xirinxo Xotemor (n. 1899 - + 1937)

## Presidents del Comitè Central Executiu
- 16 de desembre de 1926 - 28 de desembre de 1933 Nusratulla Maksum Lutful·laiev (bn. 1881 - + 1938)

## Presidents del Consell de Comissaris del Poble
- 1925 - 1926 Nusratulla Maksum Lutful·layev
- Desembre de 1926 - 1928 Polat Usmon Khodjaiev
- Març de 1928 - 5 de desembre de 1929 Mumin Suleymanovitx Khodjaiev